# Гай Светоний Павлин
Вижте пояснителната страница за други личности с името Светоний.
Гай Светоний Павлин (на латински: Gaius Suetonius Paulinus) e древноримски политик и пълководец, живял през I век сл. Хр.
През 41 – 42 г. е претор и отива в Мавретания, за да потуши въстание. Той е първият римлянин, който пресича Атласкиите планини. Вероятно е суфектконсул между 42 и 44 г. През 58 г. става управител на Британия и предводител на тамошната войска.
Светоний предпиема поход против друидите на остров Мона (Ангълси). През 60 г. побеждава въстаналата царица Будика чрез дисцилинита на войската и по-доброто оръжие. Бият се 10 000 римски и около 80 000 британски войници. През 62 г. император Нерон го връща в Рим. През 66 г. Светоний е консул заедно с Гай Лукций Телезин.
След смъртта на император Галба през януари 69 г., в Годината на четиримата императори, Светоний поема водачеството на войската на Отон против привържениците на Вителий и има победа при Кремона против Авъл Цецина Алиен. След загубата на Отон в битката на 14 април 69 г. при Бедриак, Светоний е помилван. За него няма повече сведения.